# David Magen
David Magen (hebrejsky: דוד מגן, rozený David Monsonego) je izraelský politik a bývalý poslanec Knesetu za stranu Likud a Mifleget ha-Merkaz.

## Biografie
Narodil se 4. září 1945 ve městě Fes v Maroku. V roce 1949 přesídlil do Izraele. Sloužil v izraelské armádě, kde získal hodnost majora (Rav Seren). Absolvoval střední školu v Jeruzalému. Hovoří hebrejsky, anglicky a arabsky.

## Politická dráha
V letech 1976–1986 byl starostou města Kirjat Gat. V roce 1989 byl předsedou volebního štábu místních samospráv strany Likud.
V izraelském parlamentu zasedl poprvé po volbách v roce 1981, v nichž kandidoval za stranu Likud. Předsedal pak podvýboru pro audit místních samospráv, byl členem výboru pro zahraniční záležitosti a obranu, výboru státní kontroly a výboru práce a sociálních věcí. Mandát obhájil ve volbách v roce 1984, opět za Likud. Byl pak předsedou podvýboru pro zbrojní průmysl, zasedal ve výboru pro zahraniční záležitosti a obranu, výboru pro ekonomické záležitosti a výboru pro záležitosti vnitra a životního prostředí. Opětovně byl zvolen ve volbách v roce 1988, znovu na kandidátní listině Likudu. Stal se členem výboru pro zahraniční záležitosti a obranu. V Knesetu setrval i po volbách v roce 1992, do nichž nastupoval za Likud. Během volebního období ale přešel do nové formace Gešer. Byl členem parlamentního výboru pro ústavu, právo a spravedlnost a výboru finančního. Předsedal výboru státní kontroly, podvýboru pro legislativu a podvýboru pro zprávu ombudsmana.
Znovu se dočkal zvolení ve volbách v roce 1996, tentokrát za střechovou kandidátní listinu Likud-Gešer-Comet. Před volbami v roce 1999 byl jedním z těch, kdo opustili svou politickou formaci a ustavili novou stranu nazvanou Mifleget ha-Merkaz (Strana středu). Za ní kandidoval i v následujících volbách v roce 1999. Mandát ale získal až dodatečně v březnu 2001 jako náhradník po rezignaci poslance Uri Savira. Byl pak předsedou podvýboru pro zpravodajské služby, předsedou vyšetřovací komise pro otázky vody a předsedal i výboru pro zahraniční záležitosti a obranu. Kromě toho zasedal jako člen ve výboru finančním. Ve volbách v roce 2003 mandát neobhájil.
Zastával i vládní posty. V roce 1990 byl ministrem bez portfeje, v letech 1990–1992 ministrem ekonomické strategie Izraele a v letech 1996–1997 náměstkem ministra financí.